# Philadelphia (film)
Philadelphia este un film dramatic din 1993, regizat de Jonathan Demme. Este unul din primele filme majore produse la Hollywood, care a tratat cu seriozitate problema homosexualității și a bolii SIDA în Statele Unite ale Americii. În rolurile principale au jucat Tom Hanks și Denzel Washington.

## Acțiune
Personajul principal, Andrew Beckett este un tânăr avocat ambițios la un birou de avocatură din Philadelphia. Șefii lui doresc să-l promoveze, singurele piedici în calea promovării sale fiind faptul că el este homosexual și infectat cu virusul HIV. Când apar primele simptome ale bolii SIDA, el este concediat din cauza unor pretinse erori profesionale. Beckett, care bănuiește că adevăratul motiv al concedierii sale este orientarea sa homosexuală, se hotărăște să dea în judecată biroul de avocatură, pentru a cere daune morale. Membrii familiei sale sunt de partea lui, în schimb  Beckett are probleme de a găsi un avocat care să-l reprezinte.
În cele din urmă, avocatul Joe Miller acceptă să-l reprezinte, cu toate că la început se temea să nu-i fie infectat copilul, și avea prejudecăți împotriva homosexualilor.
Filmul se încheie cu scena în care Beckett, aflat pe patul de moarte, primește, de la avocatul său, vestea că a câștigat procesul.

## Distribuție
- Tom Hanks: Andrew Beckett
- Denzel Washington: Joe Miller
- Mary Steenburgen: Belinda Conine
- Jason Robards: Charles Wheeler
- Antonio Banderas: Miguel Alvarez
- Roberta Maxwell: Richterin Tate
- Joanne Woodward: Sarah Beckett
- Charles Napier: Richter Garnett
- Buzz Kilman: Crutches
- Karen Finley: Dr. Gillman
- Bradley Whitford: Jamey Collins

## Coloana sonoră
Albumu soundtrack a fost lansat în, conținând muzica principală din film, mastered by Ted Jensen.

### Track listing
| Nr. | Titlu                                            | Artist(s)           | Lungime |  |
| 1.  | „Streets of Philadelphia”                        | Bruce Springsteen   | 3:56    |  |
| 2.  | „Lovetown”                                       | Peter Gabriel       | 5:29    |  |
| 3.  | „It's in Your Eyes”                              | Pauletta Washington | 3:46    |  |
| 4.  | „Ibo Lele (Dreams Come True)”                    | RAM                 | 4:15    |  |
| 5.  | „Please Send Me Someone to Love”                 | Sade                | 3:44    |  |
| 6.  | „Have You Ever Seen the Rain?”                   | Spin Doctors        | 2:41    |  |
| 7.  | „I Don't Wanna Talk About It”                    | Indigo Girls        | 3:41    |  |
| 8.  | „La mamma morta” (From the Opera Andrea Chénier) | Maria Callas        | 4:53    |  |
| 9.  | „Philadelphia”                                   | Neil Young          | 4:06    |  |
| 10. | „Precedent”                                      | Howard Shore        | 4:03    |  |